# 湯野站
湯野站（日语：／ Yuno eki */?）是位於廣島縣福山市神邊町湯野，井原鐵道的井原線車站。

## 歷史
- 1999年（平成11年）1月11日 - 井原線開通，此站啟用[1]。

## 車站構造
車站是一座高架車站，設有1面1線的單式月台。前往神邊方向的列車會開啟右邊車門。在高架橋下設有公廁、候車室和單車停泊處等設施。車站出入口連接連接月台。此站是無人車站，沒有自動售票機。此站設有泊車轉乘設施，於站前設有停車場，可停泊8架車輛。

## 使用狀況
以下為1日平均使用車站人次。
| 年度               | 1日平均 乘車人次 | 1日平均 上下車人次 |
| ------------------ | ---------------- | ------------------ |
| 2003年（平成15年） | 52               |                    |
| 2004年（平成16年） | 52               |                    |
| 2005年（平成17年） | 沒有調査         |                    |
| 2006年（平成18年） | 63               |                    |
| 2007年（平成19年） | 沒有調査         |                    |
| 2008年（平成20年） | 44               |                    |
| 2009年（平成21年） | 沒有調査         |                    |
| 2010年（平成22年） | 52               |                    |
| 2011年（平成23年） | 沒有調査         |                    |
| 2012年（平成24年） | 沒有調査         |                    |
| 2013年（平成25年） | 58               |                    |
| 2014年（平成26年） | 沒有調査         |                    |
| 2015年（平成27年） | 沒有調査         |                    |
| 2016年（平成28年） | 沒有調査         |                    |
| 2017年（平成29年） | 沒有調査         |                    |
| 2018年（平成30年） |                  | 132                |

## 車站周邊
- 福山市民醫院神邊醫院
- 福山市立菅茶山紀念館
- Act神邊
  - THE BIG
  - 藥品瀨上（日语：セガミメディクス）
- 福山市立神邊中學（日语：福山市立神辺中学校）
- 國道313號（日语：国道313号）
- 國道486號（日语：国道486号）
- 迫山第1號古墳

在車站附近路段使用了井原鐵道前身井笠鐵道神邊線（神高鐵道）部分廢除路段，車站附近也設有該路線的路基遺蹟。

## 相鄰車站
井原鐵道
■井原線
御領－湯野－神邊

## 注腳
1. 1 2 3  . 鐵道畫刊 (鐵道畫刊社). 1999-4, 33 (4): 70–74.
2. ↑  福山統計
3. ↑  国土数値情報(駅別乗降客数データ)2018年  （页面存档备份，存于） - 國土交通省 ，2019年9月3日參閲

## 外部連結
- 湯野站 – 井原鐵道 （页面存档备份，存于）（日語）